# コブラ・ザ・アーケード

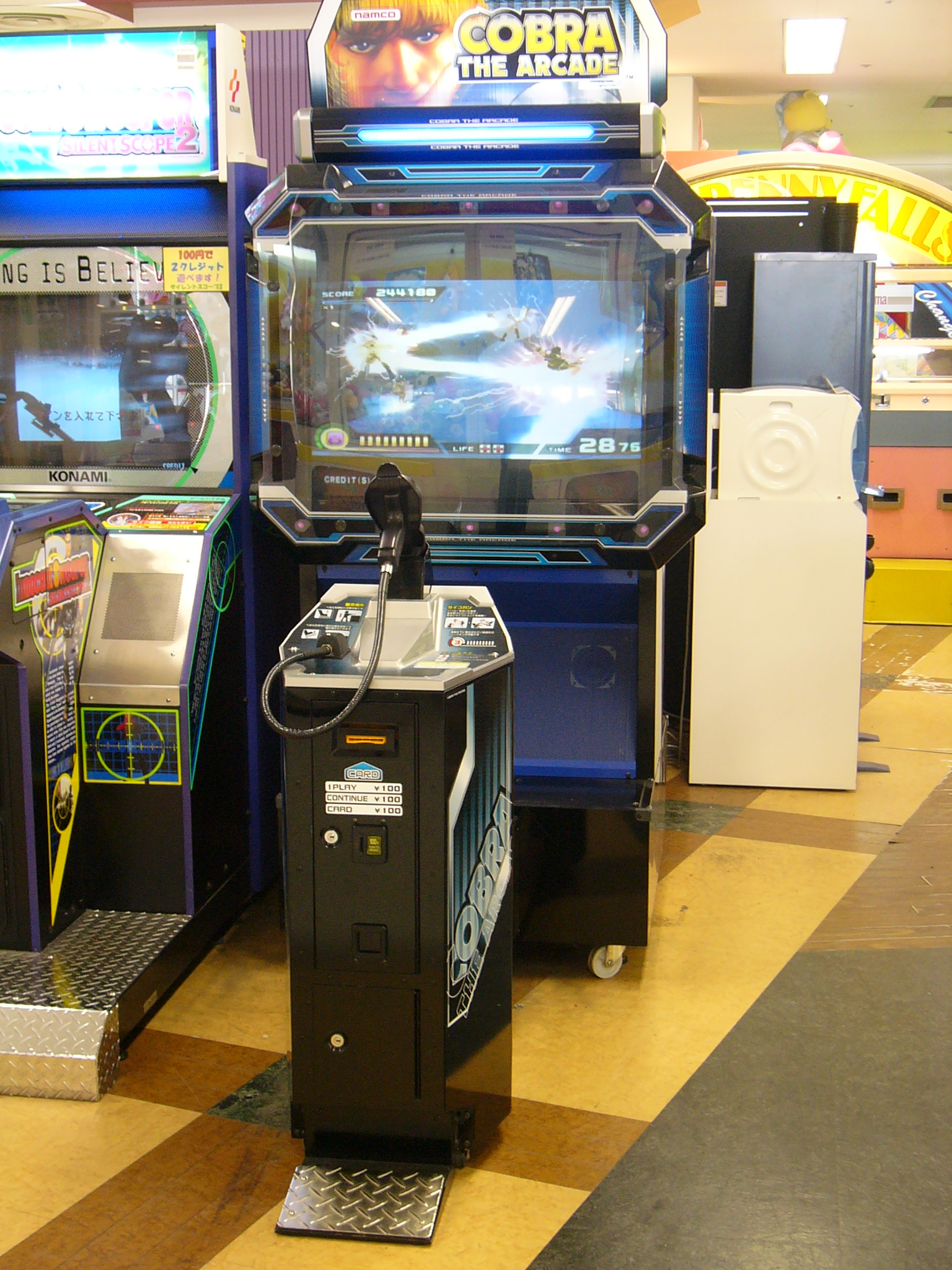
COBRA THE ARCADE

『コブラ・ザ・アーケード』 (COBRA THE ARCADE) は、2005年11月にナムコ（後のバンダイナムコゲームス）から発売されたガンシューティングゲームである。
寺沢武一の漫画『コブラ』及びTVシリーズの『スペースコブラ』を元としている。
サイコガンに似せたコントローラーや、データセーブ及びサイコガンの強化ができるカード（詳細は後述）によりゲーム性が高まっている。

## 概要
基本
タイムクライシスシリーズのシステムと同様、ペダルを踏むことによって攻撃と回避の切り替えや弾丸の補充がおこなえる。サイコショットは無限。
サイコショット
銃の引き金を引いたまま敵に銃口を向けることによって敵をロックオンでき、その状態で引き金を離すとサイコショットが発射される。一度の発射でロックオン中のすべての敵にダメージを与えられる。また、銃口を向けっぱなしにすることで同じ敵に多重ロックオンできる。なお、その際にダメージは倍加されるが、獲得できる点数は増加しない。
サイコガンカード
プレイヤーの現在の状態を記録できる。記録できるのは、進行度、サイコガンの状態、経験値、隠しアイテム、ランキングIDの4つ。
サイコガンは各ゲームごとに撃破数、ボス撃破数、残りライフにより算出される経験値によってパワーアップする。サイコガンは、最大15段階（最大ロック数、威力、反応速度及びロック範囲の各5段階）まで強化でき、カードを購入している場合のみ、次回から引き継ぎが可能。
ストーリー
今作は新たに書き下ろされたものであり、原作と設定が多少異なっている場合がある。声優陣は大半がTVシリーズ版と同じだが、ジプシードックやゾロスといったTVシリーズ版に登場しないキャラクターの場合は、今作オリジナルのキャスティングである。
スコア
今作では、獲得スコアに対する倍率が設定されている。ゲーム開始時は1倍から始まる。敵を撃つごとに画面左上にあるゲージが溜まり、一杯になると倍率が上昇する。ただし、ゲージはACTION状態である間は減少を続ける（ゲージが空になったらそこで減少は止まるので時間による倍率の減少は無い）うえ、弾を1発でも外すかダメージを受けた時点で倍率は1倍に戻ってしまう（時間切れによるダメージの場合は倍率はリセットではなく1つ下がる）。

## モード
このゲームには4つのモードが存在する。カードが無い場合はノーマルモードのみをプレイ出来る。
ノーマルモード
通常プレイできる唯一のモード。ストーリーを一つ選び、そのストーリーをクリアすることが目的となる。クリアしたストーリーはカードに記録される。ストーリー3までは自由に選択できるが、ストーリー4以降を選択するためにはカードを利用し、それ以前のすべてのストーリーをクリアする必要がある。また、進行度はコブラとレディで別々に記録されるので、コブラ側でストーリー4をプレイするためには「コブラ側」でストーリー3までをクリアしている必要がある。レディ側も同様である。ストーリー5をクリアするとエンディングを見られる。コブラとレディの両方でストーリー5をクリアすると「エターナルモード」が解禁される。
このモードではストーリー開始前、ボス面突入などの隙間に3Dムービーが挿入され、ストーリーが説明される。このムービーが再生されている間にデータロードを行っているので、データロードの最中はムービーをスキップできない。データロードが終了すると、ムービーのスキップが可能になる。また、このモードでは1プレイで1つのストーリーのみプレイ可能であり、例えばストーリー1をクリアしてもストーリー2をプレイするためには追加クレジットが必要となる。
スコアは各ストーリー毎に集計され、連続してストーリーをクリアしても合算はされない。また、コンティニューするとスコアは0に戻される。経験値も各ステージ終了（か、ゲームオーバーになる）ごとに加算される。
エターナルモード
ノーマルモードをクリアするとプレイできるモード。最初はストーリー1からの挑戦となり、ストーリー5まですべてのストーリーをクリアするとエンディングになる。このモードでは各ストーリーをクリア後追加クレジット無しに次のストーリーに挑戦できるが、その代わりノーマルモードで見られたムービーが省略され、ローディング画面のみが表示される。また、ノーマルモードに比べて難易度が上昇している。初期設定ではライフが3しかなく回復もしないため、1クレジットですべてのストーリーをクリアすることは困難である。
2回目以降のプレイでは、以前のプレイでクリアできたストーリーの次のストーリーまでから開始することが可能である。コブラとレディの両方で全ストーリーをクリアすると「バーストモード」が解禁される。
スコアはプレイ開始から終了までの合計が集計されるが、コンティニューするとスコアは0に戻される。
バーストモード
エターナルモードをクリアするとプレイできるモード。基本はノーマルモードと同じだが、このモードではサイコショットが使用できずノーマルショットのみでプレイしなければならない。ただし、威力がノーマルモード比で約2倍になっている。
スコア集計はノーマルモードと混合して行われる。
エクストリームモード
バーストモードをクリアするとプレイできる「究極」のモード。基本はエターナルモードと同様だが、難易度が極端に上昇している。スコアはエターナルモードと混合して集計される。

## ストーリー
STORY1 摩天楼の影〜Shadow of Casino Tower〜
カジノタワーでジプシードックの率いる海賊ギルドの一員たちと戦う。
STORY2 地下基地への潜入〜Sneaking of Under Ground Base〜
ジェーンの依頼を受け、キャサリン救出のためにシド刑務所地下〜潜入。
STORY3 銀世界での攻防〜Battle in the Snowy Land〜
スノウ・ゴリラに捕われているドミニクを救助。上空と雪原でスノウ・ゴリラとのチェイスを繰り広げる。
STORY4 財宝の秘密〜The Treasure's Secret〜
財宝（最終兵器）をめぐって砂漠の惑星でソード人とスノウ・ゴリラとの三つ巴戦。
STORY5 宿敵！クリスタルボウイ〜Classic Rival,Crystal Bowie!〜
最終兵器を持ち去ったクリスタルボウイを追って戦艦ブラックシープと護衛艦隊、そしてクリスタルボウイとの決戦。

## 登場人物
登場人物はTV版並びに原作の設定を基にしている。詳細は原作並びにコブラの登場人物を参照。なお本作の一般兵は何故か英語で喋る。
コブラ
声優 - 野沢那智
本作の主人公であり、プレイヤーキャラ。今回はキャプテン・ネルソンの残した財宝（実は最終兵器）をめぐって多くの敵と戦う。
レディ
声 - 榊原良子
プレイヤーキャラ。普段はタートル号に待機しているが、今作ではコブラと一緒に戦う。
ジェーン・ロイヤル
声 - 藤田淑子
ロイヤル3姉妹の次女（原作では長女）。生き別れた妹たちを探すためにコブラを頼る。
キャサリン・ロイヤル
声 - 佐々木優子
ロイヤル3姉妹の末妹（原作では次女）。シド刑務所地下に監禁されていたがコブラたちにより救出。しかし、追っ手のターベージに体を乗っ取られ、操られた。
ドミニク・ロイヤル
声 - 高島雅羅
ロイヤル3姉妹の長女（原作では末妹）。スノウ・ゴリラに捕らえられていた。ロイヤル3姉妹の背中の刺青には、キャプテンネルソンの財宝のありかが記されていたが、彼女はその財宝の正体を知っていた様子。

### 海賊ギルド
コブラとは敵対関係にあった宇宙海賊に代表される犯罪組織。コブラは海賊ギルドとの闘争を避けるために顔を整形して記憶を消し去ったが、ふとしたことから再び海賊業に身を投じることになる。
クリスタルボウイ
声 - 小林清志
コブラとは宿敵で、海賊ギルド親衛隊ブラックシープ隊長。本作ではSTORY1-2、ラスボスとして登場。水晶でできたその体は、光であるサイコガンを跳ね返す。弱点は顔。
STORY1-2では、銃撃や右腕のフックを伸ばしたり、フックを飛ばす（ブーメランのように戻ってくる）。接近してから殴りかかってくることもある（ライトの1つを殴りで破壊する）。力を溜めてからのサイコショットや巨大な光球を投げてくる（1つがビルに当たり壁を破壊した）。
STORY5-2では、1-2の攻撃の他に、ジャンプ殴りやレーザーメカを作動させたり、2体に分身する。終盤ではサイコガンでダメージを与えられる。この状態になると3体に分身する。分身がなくなると、浮遊して、いきなり突進して右腕のフックで殴りつけたり、光の弾を飛ばす。
ジプシードック
声 - 玄田哲章
カジノのオーナーにして貴族であり、海賊ギルドの一員である。原作と違い素顔は見せない。自らの手を汚さないためか、サイバーウルフをけしかける。しかし、途中から戦いに加わり、コブラを銃撃する。原作では特別な能力は無いが、本作では空中に浮遊しての高速移動や、テレポートを使う。STORY1-1ボスとして登場。攻撃手段は銃撃のみ。弱点は全身。体力メーターが無くなると最後は逃走するが、サイバーウルフ撃破後、ジェーンによって背後から撃ち抜かれ死亡する。
サイバーウルフ
ジプシードックが操る女性型サイボーグ。2足歩行することなく、狼のように四つん這いで走り襲い掛かる。体当たりや引っ掻き、背中に装着した銃から弾を連射してくる。STORY1-1ボスとして登場。弱点は全身。
STORY5-2では、2体同時に出現する。
死刑執行人
声 - 幸田直子（金髪）・佐久間紅美（黒髪）
シド刑務所に保管されていた特殊強化型サイボーグの女性二人組。格闘技術や怪力を発揮し、抜群のコンビネーションによりコブラたちを苦しめる。STORY2-1ボスとして登場。弱点は全身。
金髪は裏拳・回し蹴り・力を溜めてからのダッシュアッパー、機材や椅子を投げつける。
黒髪は回し蹴り・ライダーキック・柱を振り回す・椅子を投げつける。
一人が踏み台にしてのジャンプ殴り合体攻撃を使う。踏み台になっている側のゲージを空にすると、上に乗っている側が落下し、攻撃の発動を防げる。
中盤戦では、ガトリングガンのメカを作動させる。体力が少なくなると、連続攻撃に派生することがある。黒髪の方がわずかに体力が低く、先にKOされる。
ターベージ
声 - 内海賢二
海賊ギルド（正確にはクリスタルボウイ）が雇った謎の植物人間。原作では常に着けていたマスクを外しており、不気味な素顔を剥き出しにしている。別名は魔術師。種子を放って人間の体を乗っ取り、思うままに操る（原作ではジェーンが操られるが、本作ではキャサリンが操られることとなっている）。常に三位相エネルギー反射衛星を装備しており、クリスタルボウイ同様、サイコガンを無効化する。STORY2-2ボスとして登場。弱点は上半身。両腕の触手をムチのように叩きつける、爆発する種を飛ばす、三位相エネルギー反射衛星からの電撃攻撃をする。
操っているキャサリンからは、ムチのように腕を振り回す、爆発する種を飛ばす攻撃をする。
ギルド兵
原作にも登場している白い戦闘服の一般兵、登場時に命中弾を放つエルラゴ星人ズル族の赤兵、バズーカやナイフを使うドナルド星人の青兵がいる。
特殊サイボーグ兵
ホッケーマスクと磁力付きローラースケートを装着した兵士。ビルの壁を走行しつつライフルのような銃で攻撃してくるが、命中率は低い。原作ではクリスタルボウイの手下として登場した。
警備兵
シド刑務所の警備兵。原作同様飛行メカ「エアー・リフト」に乗っており、搭載された銃で攻撃してくる。命中率は高くはないが、赤兵同様、場面によっては出現と同時に命中弾を放ってくる者もいる。

### スノウ・ゴリラ
海賊ギルド所属の組織の一つであり、構成員はほぼ全員女性。隊長はサンドラ。
アイアン・ヘッド
声 - 高島雅羅
全身が金色に輝く女性型サイボーグ。魚型メカのバラクーダに跨り、黄金の盾はサイコガンを跳ね返すだけでなくロックオン自体も防ぐ。首だけで飛ぶこともできる。剣での斬りつけ(連続攻撃あり)・突き・剣からのビーム・バラクーダを降りてからの素早い斬りつけ・緑色のカッターを飛ばしたり、宙に浮かばせてからのカッターを突進させる。体力が少なくなると、バラクーダが破壊され、突進攻撃や口から弾を発射する。
バラクーダからは、弾を発射したり、体当たりを行う。
STORY3-1のボスとして登場。弱点は全身だが、盾を構えている間はロックオン不可。
ゾロス
声 - 長嶝高士
重戦車並みの怪力を持つサイボーグ。原作では全身にサイコガンを無効化する包帯を纏っていたが、本作では纏ってはいない。代わりに原作よりも体格が一回り大きく、巨大なビーム砲を両肩に装備しており、攻撃は多彩で強力である。両腕振り下ろしパンチ（ワンテンポ置いてからのフェイントあり）・ジャンプハンマーナックル・火炎放射・タックルで接近してからのパンチを使う。最初は動きは鈍いが、一定のダメージを受けると目が赤く発光し、段違いにスピードが速くなる。また、地中に潜ってからのジャンプハンマーナックルやミサイル攻撃が追加される。STORY3-2のボスとして登場。弱点は全身。STORY5-2でも蜂が合体して出現するが、ザコ兵士も同時に出現する。
サンドラ
声 - 田島令子
スノウ・ゴリラ隊長。キャプテンネルソンの財宝である最終兵器を奪い、多彩で残虐な攻撃を仕掛ける。アニメ版では巨大化するが、今作では原作どおり戦車形態の最終兵器に乗り込んで戦う。4-2ボスとして決着が付く。
スノウ・ゴリラ兵
ギルドの男性兵士と違いカラー以外は同じ容姿をしている。原作同様全員が気密マスクを付けており、オレンジの戦闘服の一般兵、ピンク兵、ナイフやバズーカを使う白兵がいる。

### ソード人
キャプテン・ネルソンが遺した財宝が隠されているピラミッドの番人であり、本体は剣そのもの。甲冑を自在に操り、念動力を使う。
バベル王
声 - 徳丸完
ソード人の王であり、念動力も他のソード人より強い。部下と同じように剣での斬りつけ・ジャンプ斬り・カマイタチ(剣からの衝撃波)を使う。一度だけ柱を破壊しての破片飛ばしを行う（DANGER!と表示される）。念動力で柱やその破片を飛ばす攻撃もする。また、この状態ではダメージを与えられない。体力が少なくなると、相手の視覚と聴覚を入れ替え、透明になる。弱点は本体である剣。

## その他
隠しアイテムについて
隠しアイテムはナムコが開発した往年の名作のキャラクターになっている（パックマン等）。
タイムクライシスシリーズとのつながり
直接的なつながりは無いが「赤（ピンク）兵の最初の攻撃は必ず命中」というのはこれにもある。ただ、敵の動きにはタイムクライシスシリーズで使われているものも少なくない。STORY1 摩天楼の影〜Shadow of Casino Tower〜では、背景にタイムクライシス3のポスターが使われている。